# Nimm noch einmal die Gitarre
Singles de Mireille Mathieu
Die Liebe kennt nur der, der sie verloren hat
(1977) Alle Kinder dieser Erde
(1978)
Nimm noch einmal die Gitarre est une chanson allemande de la chanteuse française Mireille Mathieu sortie en Allemagne en 1977 chez Ariola. La chanson est la version française de Mille colombes, grand succès de la chanteuse en France. La version allemande est également un succès de la chanteuse, régulièrement reprise dans ses compilations.
La face B, S'agapo, œuvre de Christian Bruhn et Robert Jung, et l'adaptation allemande de Sagapo, qui est également la face B du disque Mille colombes.